# Тартанедо
Тартанедо (ісп. Tartanedo) — муніципалітет в Іспанії, у складі автономної спільноти Кастилія-Ла-Манча, у провінції Гвадалахара. Населення — 165 осіб (2010).
Муніципалітет розташований на відстані близько 160 км на північний схід від Мадрида, 110 км на схід від Гвадалахари.
На території муніципалітету розташовані такі населені пункти: (дані про населення за 2010 рік)
- Амаяс: 23 особи
- Конча: 13 осіб
- Інохоса: 53 особи
- Лаброс: 10 осіб
- Тартанедо: 66 осіб

## Демографія
Динаміка населення (INE ):

## Галерея зображень

Розташування муніципалітету у провінції Гвадалахара